# Tasso di guasto
Il tasso di guasto viene definito come il rapporto tra il numero di oggetti guasti dopo un tempo t e il numero di quelli controllati.

## Tasso di guasto medio
Il tasso di guasto medio è l'integrale normalizzato del tasso di guasto istantaneo su un dato intervallo di tempo.

### Testi di carattere interdisciplinare
- S.B. Blanchard, Design and Manage to Life Cycle Cost, Forest Grove, Weber System, 1978.
- S.B. Blanchard, Logistics Engineering and Management, 4ª ed., Englewood Cliffs, New Jersey, Prentice-Hall, Inc., 1992.
- S.B. Blanchard, Maintainability: A Key to Effective Serviceability and Maintenance Management, New York, John Wiley & Sons Inc., 1995.
- E. Cescon, M. Sartor, La Failure Mode and Effect Analysis (FMEA), Milano, Il Sole 24 ore, 2010, ISBN 978-88-6345-130-6.
- R. Denney, Succeeding with Use Cases: Working Smart to Deliver Quality, Addison-Wesley Professional Publishing, 2005.
- C.E. Ebeling, An Introduction to Reliability and Maintainability Engineering, Boston, McGraw-Hill Companies, Inc., 1997.
- K.C. Kapur, L.R. Lamberson, Reliability in Engineering Design, New York, John Wiley & Sons, 1977.
- L. Leemis, Reliability: Probabilistic Models and Statistical Methods, Prentice-Hall, 1995, ISBN 0-13-720517-1.
- P. D. T. O'Connor, Practical Reliability Engineering, 4ª ed., New York, John Wiley & Sons, 2002.
- J.D. Patton, Maintanability and Maintenance Management, North Carolina, Instrument Society of America, Research Triangle Park, 1998.
- M. Broccoletti, Gli strumenti della Qualità, http://www.lulu.com, 2013.
- E. Grassani L'errore come causa di infortunio  2022  Editoriale Delfino Milano 2022, ISBN 978-88-31221-68-9

### Testi specifici per il campo dell'edilizia
- AA. VV., La qualità edilizia nel tempo, Milano, Hoepli, 2003.
- Bruno Daniotti, Durabilità e manutenzione in edilizia, Torino, UTET, 2012.
- Vittorio Manfron, Qualità e affidabilità in edilizia, Milano, Franco Angeli, 1995.
- UNI, UNI 11156-1, Valutazione della durabilità dei componenti edilizi. Terminologia e definizione dei parametri di valutazione, 2006.
- UNI, UNI 11156-2, Valutazione della durabilità dei componenti edilizi. Metodo per la propensione all’affidabilità, 2006.
- UNI, UNI 11156-3, Valutazione della durabilità dei componenti edilizi. Metodo per la valutazione della durata (vita utile), 2006.